# Ma Yuqin
Ma Yuqin (née le 11 septembre 1972 à Xingtai) est une athlète chinoise, spécialiste du 400 mètres.

## Biographie
Le 11 septembre 1993, à Pékin lors des Jeux nationaux de Chine, Ma Yuqin établit un nouveau record d'Asie du 400 mètres en 49 s 81. Cette même année, elle devient championne d'Asie du 400 m à Manille en 51 s 23. En 1994, elle remporte le titre des Jeux asiatiques à Hiroshima. 

### Palmarès
| Date | Compétition                 | Lieu      | Résultat | Épreuve   |
| ---- | --------------------------- | --------- | -------- | --------- |
| 1990 | Championnats d'Asie juniors | Pékin     | 1re      | 400 m     |
| 1990 | Championnats d'Asie juniors | Pékin     | 1re      | 4 x 400 m |
| 1993 | Championnats d'Asie         | Manille   | 1re      | 400 m     |
| 1994 | Jeux asiatiques             | Hiroshima | 1re      | 400 m     |
| 1994 | Jeux asiatiques             | Hiroshima | 1re      | 4 x 400 m |

### Records
| Épreuve | Performance | Lieu  | Date              |
| ------- | ----------- | ----- | ----------------- |
| 400 m   | 49 s 81     | Pékin | 11 septembre 1993 |